# Margaretha Krook
Margaretha Knutsdotter Krook est une actrice suédoise née le 15 octobre 1925 à Stockholm et morte dans cette même ville le 7 mai 2001.
En 1976, elle a reçu le Guldbagge Award de la meilleure actrice pour le film Släpp fångarne loss, det är vår! (sv).

## Filmographie
- 1963 : Le Songe (Ett drömspel), téléfilm d'Ingmar Bergman